# بقيق
بقيق مدينة سعودية هي العاصمة الإدارية لمحافظة بقيق التابعة للمنطقة الشرقية، وتبلغ مساحتها 320 كم2. كانت مدينة بقيق قبل وجود النفط فيها تسمى «بعلاة أبا القعدان» وبعد اكتشاف النفط فيها عن طريق شركة أرامكو السعودية سميت ببقيق.
تبعد مدينة بقيق حوالي 75 كم جنوب مدينة الدمام، وتُعد من المدن المهمة بالمنطقة وتمتاز بموقعها المتوسط بين الدمام والأحساء، وتكمن أهميتها في وجود الموقع الرئيسي لأعمال شركة الزيت. لم يكن لبقيق أهمية حتى عام 1940م حيث اُكتشف فيها حقل نفط كبير، وخططها القائمون على شركة أرامكو آنذاك لتكون مقراً للعاملين في الشركة.

## عدد السكان
يبلغ عدد سكانها حسب إحصاء 2010 ب 19540 نسمة.

## سبب التسمية
سبب تسمية (بقيق) يعود إلى وجود منطقة تسمى (بقة) إلى الشمال من مدينة بقيق الحالية، هذه المنطقة عبارة عن منبع ماء، وعندما تحضر في هذه المنطقة يبق الماء أي ينبع، لذا سميت (بقة) وهذه المنطقة موجودة إلى الآن. وعن تخطيط مدينة بقيق كان المسؤول عن تخطيطها من قبل شركة أرامكو مهندس أمريكي وكان معه عرب كبار في السن وقال لهم ماذا تسمى هذه المنطقة قالوا هذه (بق) وهذه بقيق أي أنثى وذكر.
ويذكر أن اسم بقيق حسب بعض المصادر منزل للقوافل وكثرت فيه حشرة البق، ولهذا اشتق اسم المدينة منه.

## بقيق والنهضة الحضارية والتعليمية

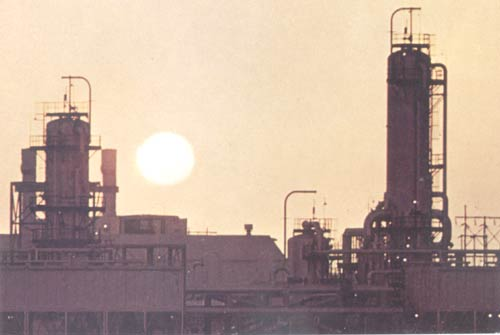
بقيق في ستينيات القرن الماضي.

تعتبر بقيق من أكبر حقول الزيت في العالم، كان أول إنتاج لبئر بقيق ما قرابته 9720 برميل في اليوم.
تبعد عن البحر 27 كم، وهذا البحر هو الخليج العربي، وتسمى المنطقة بالقرية، وهي منطقة تابعة لشركة أرامكو السعودية التي وفرت بها كل مستلزمات الراحة والترفيه.
ويوجد بها محطة سكة حديد يصل القطار مدينة الدمام بالرياض مروراً بأبقيق والأحساء، وفيها مستشفى حكومي يضم 30 سريراً ومستوصفين حكوميين وثلاث مستوصفات خاصة.
أما بالنسبة للنهضة التعليمية فيوجد بها مدارس للبنين للمرحلة الابتدائية والمتوسطة والثانوية في المدينة والهجر التابعة لها بالإضافة إلى مركز الإشراف التربوي والمفوضية الكشفية والمكتبة العامة التي افتتحها مدير إدارة التعليم بالمنطقة الشرقية، كما يوجد مدارس للبنات للمرحلة الابتدائية والمتوسطة والثانوية، بالإضافة إلى مركز الإشراف التربوي النسائي، كما يوجد بها مدرستين لتحفيظ القرآن الكريم الابتدائي والمتوسط، ويوجد بها مدارس لمكافحة الأمية ذكوراً وإناثاً.

## الأسواق الشعبية
يوجد بها سوق مشهور يدعى سوق أبومية، ويوجد بها سوق الجمعة والذي يبدأ بعد صلاة الجمعة حتى اليوم التالي من يوم السبت، ويقع هذا السوق الأسبوعي خلف ثانوية بقيق، وهذا السوق يجمع ما بين الماضي والحاضر. ويوجد أيضاً أسواق حديثة مثل بنده وبقيق مول (المدن الرياضية) وهناك مشروع إنشاء مدينة رياضية تحمل اسم الأمير عبد المحسن بن جلوي أمير المنطقة الشرقية سابقا لكن هذا المشروع ما زال تحت الدراسة.